# Хейган, Мэллори
Мэ́ллори Хайтс Хе́йган (англ. Mallory Hytes Hagan, род. 23 декабря 1988 года) — Мисс Америка 2013 и Мисс Нью-Йорк 2012. Она также одерживала победы в ряде других конкурсах красоты, таких как мисс Манхэттен 2011, мисс Бруклин 2010, а также дважды занимала второе место на конкурсах мисс Нью-Йорк. Свою победу на конкурсе Мисс Америка она завоевала, выступая против насилия против детей, а также утверждая, что насилие нельзя побороть насилием.

## Мисс Америка 2013
Хейган завоевала титул Мисс Америка 2013 12 января 2013 года. Хотя она должна была носить корону целый год, из-за её решения переехать в Атлантик-Сити (штат Нью-Джерси), 15 сентября 2013 года она была вынуждена сложить свои полномочия и отдать корону. Несмотря на то, что до неё несколько Мисс Нью-Йорк становились мисс Америка, Хейган стала первой представительницей Бруклина. В своём представлении на конкурсе она сказала: «Сэнди может смыть наши пляжи, но никогда наш дух». На конкурсе она исполнила чечётку под песню Джеймса Брауна «Get Up Offa That Thing» в одежде для родео из латекса. Среди её нарядов было также асимметричное белое платье и в черные бикини-стринги. За победу Хейган получила чек на 50 000 долларов на обучение в университете. На конкурсе она одержала победу в двух соревнованиях — конкурсе купальников и вечерних платьев.

## Карьера
Хейган использовала свою стипендию, полученную на конкурсах Мисс Нью-Йорк и Мисс Америка, на обучение в Fashion Institute of Technology, после чего начала работать на телевидении
В январе 2018 года Мэллори объявила, что на выборах 2018 года собирается баллотироваться в Палату представителей США от третьего избирательного округа Алабамы. Обеспечить финансирование своей предвыборной программы она решила через краудфандинг. Выдвигалась от демократической партии.Заняла второе место и получила 36 процентов голосов избирателей.